# Limnebius utahensis
Limnebius utahensis är en skalbaggsart som beskrevs av Perkins 1980. Limnebius utahensis ingår i släktet Limnebius och familjen vattenbrynsbaggar. Inga underarter finns listade i Catalogue of Life.